# Javier Martín
Javier Martín (n. Madrid, 1972), también conocido como Javi Martín, es un actor y presentador de televisión español.

## Biografía

### Primeros pasos
Sus primeras apariciones en televisión se sitúan a principios de los años noventa, participando en los programas Noche, noche e Inocente, inocente, además de esporádicas apariciones en series como Farmacia de Guardia, Chicas de hoy en día, Canguros, Médico de familia y  Éste es mi barrio. Importante destacar su participación en el concurso El gran juego de la oca en el que hacía de "Calzoncillo-man" personaje del programa el cual salía con dicha prenda en la cabeza a modo de antifaz. 

### Caiga quien caiga
La popularidad, sin embargo, no le llega hasta 1996 cuando es seleccionado como uno de los reporteros del popular programa de Telecinco Caiga quien caiga, presentado por El Gran Wyoming. El éxito del espacio proporciona enorme popularidad a todos sus presentadores.
Así, participa en radio presentando durante varios meses el programa El chispazo de M-80, primero con su compañero de Caiga quien caiga Sergio Pazos y posteriormente con Sol Alonso.
Y además aprovecha para avanzar en su carrera como actor: En 1997 interpreta a Eduardo, el pretendiente de Olga (Paz Vega) en la serie de Telecinco Más que amigos.
Además, durante ese tiempo comienza a participar en el cine: hace pequeños papeles en Morirás en Chafarinas y en  Abre los ojos (1997) de Alejandro Amenábar; tiene su primer papel importante en Sobreviviré (1999) de Alfonso Albacete y David Menkes; participa  en Corazón de bombón (2001), de Álvaro Sáenz de Heredia y  en El rey de la granja (2002) de Gregorio Muro.

### Después deCaiga quien caiga
Tras la cancelación de Caiga quien caiga, en 2002, ha compaginado trabajos como presentador televisivo: Ésta es mi gente (2003, talk show juvenil, en sustitución de Jesús Vázquez) en Telemadrid; Los más (2005, junto a Paula Vázquez) en Antena 3; Apuesta en 20 (2006-2007) en La Sexta; con su carrera interpretativa tanto en TV, con la serie de El inquilino  (2004) en Antena 3; como en cine (Rojo intenso, 2006, de Javier Elorrieta) y en teatro, donde debutó el 23 de mayo de 2007 con la obra El día del padre, en el Teatro Maravillas de Madrid y posteriormente sustituye a Ángel Martín en la obra de teatro ¡Que viene Richi!.
En 2008 fue un colaborador habitual del programa de televisión Los irrepetibles (La Sexta).
En 2008 presenta un programa de entretenimiento en el canal 7 Región de Murcia ¿Dónde está Javi?.
Continúa su carrera en el teatro con Mi primera vez (2009), Arte (2010), con Quique San Francisco, Tócala otra vez, Sam (2010) y El amor de Eloy (2013).
Desde 2010, y en la actualidad, es integrante de la compañía de Teatro "TeatroLab" dirigida por Gabriel Olivares, donde ha participado en numerosos espectáculos como: Our Town,Gross Indecency,Cuatro corazones con freno y marcha atrás, Ding Dong y Proyecto Edito
En 2017 se anuncia su participación como concursante en el nuevo programa Me lo dices o me lo cantas de Telecinco.

## Vida privada
Es autor del libro Bipolar y a mucha honra (2022), en el que habla sobre su trastorno bipolar. En 2020 había hecho pública su homosexualidad.